# (190166) 2005 UP156
2005 يو بي 156 (ويعرف أيضًا باسم (190166) 2005 يو بي 156 وفق تسمية الكوكب الصغير) (بالإنجليزية: 2005 UP156)‏ هو كويكب ضمن حزام الكويكبات؛ وترتيبه 190166 من حيث الاكتشاف.
اكتُشف هذا الجُرم الفلكي بواسطة سبيس واتش في 31 أكتوبر 2005.

## وصلات خارجية
- (190166) 2005 UP156 في قاعدة بيانات مختبر الدفع النفاث لأجرام النظام الشمسي الصغيرة

- الاكتشاف · مخطط المدار ·  العناصر المدارية · المعلمات المادية

- (190166) 2005 UP156 على موقع ويكي سكاي: DSS2, SDSS, GALEX, IRAS, Hydrogen α, X-Ray, Astrophoto, Sky Map, Articles and images